# ايل شيرزادي (مقاطعة غيلانغرب)
ايل‌شيرزادي (بالفارسية: ایل‌شیرزادی) هي قرية تقع في كرمانشاه في إيران. يقدر عدد سكانها بـ 487 نسمة بحسب إحصاء 2016.